# Scandinavian Leather
Albums de Turbonegro
Apocalypse Dudes Party Animals
Scandinavian Leather est le septième album du groupe norvégien de deathpunk Turbonegro. L'album suivit la re-formation du groupe en 2002 et fut réalisé en avril 2002 sur le label Burning Heart Records et sur Epitaph Records aux États-Unis.

## Son
Avec cet album Turbonegro revient a un son plus rock 'n' roll. Avec la simplicité de paroles tels les Ramones, et des riffs accrocheurs qui ont fait que Turbonegro soit les inventeurs du deathpunk. Cet album reste avec Apocalypse Dudes les des albums les plus connus et les plus vendus du groupe.

## Liste des chansons
1. "The Blizzard of Flames" – 1:57
2. "Wipe It 'til It Bleeds" – 3:43
3. "Gimme Some" – 3:11
4. "Turbonegro Must Be Destroyed" – 3:10
5. "Sell Your Body (to the Night)" – 4:29
6. "Remain Untamed" – 4:16
7. "Train of Flesh" – 3:46
8. "Fuck the World (F.T.W.)" – 4:12
9. "Locked Down" – 3:21
10. "I Want Everything" – 2:51
11. "Drenched in Blood (D.I.B.)" – 3:58
12. "Le Saboteur" – 2:56
13. "Ride With Us" – 4:34

## Membre du groupe
- Hank Von Helvete - chant
- Euroboy - guitare solo
- Rune Rebellion - guitare rythmique
- Pål Pot Pamparius - Synthétiseur, Saxophone
- Happy-Tom - Basse
- Chris Summers - Batterie